# Henri Rol-Tanguy
Henri Tanguy [en 1970 adoptó oficialmente el nombre de Henri Rol-Tanguy] (Morlaix, 12 de junio de 1908 - París, 8 de septiembre de 2002), fue un voluntario comunista francés de las Brigadas Internacionales durante la guerra civil española donde ejerció el cargo de comisario político de la XIV Brigada Internacional durante la Batalla del Ebro. Durante la Segunda Guerra Mundial fue un dirigente de la Resistencia francesa contra la ocupación nazi de Francia.

## Biografía

### Guerra civil española
Obrero metalúrgico, en 1937 marchó a España a luchar contra los fascistas sublevados contra la Segunda República Española. Obtuvo el rango de comisario político del Batallón André Marty, dirigió el Batallón Comuna de París y más tarde fue también comisario de la XIV Brigada Internacional. Tomó parte en la ofensiva de la Batalla del Ebro, donde la XIV Brigada fue casi aniquilada cuando trataba de penetrar a través de la zona de Campredó. Rol-Tanguy fue herido durante la batalla. 

### Segunda Guerra Mundial
Durante la ocupación alemana de Francia, organizó a partir de 1940 varios grupos armados de resistencia en la región de París por cuenta del Partido Comunista Francés. Estos grupos se unieron a la organización resistente Francotiradores y Partisanos en 1942, de la que Rol-Tanguy pasó a ser uno de los responsables militares. En 1943, fue uno de los jefes militares de las Fuerzas Francesas del Interior; como tal inició la insurrección del área de París el 19 de agosto de 1944, adoptando el seudónimo de "Rol", en recuerdo de su compañero brigadista Theo Rol, muerto en la guerra de España. El 25 de agosto de 1944, con la ayuda de las tropas del  General Leclerc, el coronel Rol-Tanguy recibió la rendición sin condiciones de las fuerzas alemanas de París del general Dietrich von Choltitz.

### Posguerra
El 18 de junio de 1945, fue condecorado con la Cruz de la Liberación por el General de Gaulle y pasó a ser militar en activo de ejército francés con el grado de teniente coronel.
A partir de 1947, ocupará varios cargos militares dentro del Ministerio de Defensa francés hasta su jubilación en 1962. Hasta 1987, será miembro del Comité Central del Partido Comunista Francés. El 13 de septiembre de 2002, a los pocos días de su fallecimiento, se le rindió un homenaje nacional presidido por el entonces presidente de la República Jacques Chirac, en el palacio de los Inválidos, en París.